# Коптяковский сельсовет
Коптяковский сельсовет — существовавшая до 1 октября 2017 года административно-территориальная единица Новолялинского района Свердловской области России.
На момент упразднения сельсовет включал три населённых пункта: посёлок Красный Яр, сёла Коптяки и Лопаево. Административный центр — Коптяки.

## История

### 1923—1991
На 22 июня 1923 года на территории Верхотурского уезда значилась Коптяковская волость.
Постановлением ВЦИК от 12 ноября 1923 года в составе Верхотурского (с 19 мая 1924 — Нижнетагильского) округа был образован Надеждинский район с центром в городе Надеждинск. На территории района было образовано 7 сельсоветов (108 населённых пунктов): Андриановский, Петропавловский, Богословский, Титово-Семёновский, Коптяковский, Турьинский, Филькинский.
С ликвидацией окружного деления Уральской области в июле 1930 года Надеждинский район остался в прежних границах в составе Уральской области.
Постановлением ВЦИК от 10 июня 1931 года Надеждинский район был укрупнён за счёт территорий Ивдельского и Сосьвинского районов. Постановлением ВЦИК от 20 октября 1931 года из Надеждинского района выделен и восстановлен в прежних границах Ивдельский район. Постановлением ВЦИК от 20 июня 1933 года Надеждинский район ликвидирован с передачей территории в пригородную зону города Надеждинска, находящейся в ведении Надеждинского горсовета.
16 марта 1940 года указом президиума Верховного совета РСФСР из пригородной зоны города Серова был выделен Серовский район, в состав которого вошли 5 рабочих посёлков: Петропавловский, Рудничный, Сосьвинский, Турьинский и Угольный; а также 15 сельсоветов: Андриановский, Больше-Ивонинский, Верх-Сосьвинский, Волчанский, Галкинский, Денисовский, Замарайский, Коптяковский, Кошайского, Масловского, Первомайский, Покровский, Романовский, Филькинский и Хмелёвский. Коптяковский сельсовет значился в составе Серовского района Свердловской области до 1948 года.
Указом Президиума Верховного Совета РСФСР от 11 июня 1948 года Коптяковский сельсовет перечислен из Серовского района в состав Новолялинского района в составе населённых пунктов: село Коптяки, посёлок Коптяковские Печи, деревня Лямпа, посёлки железнодорожных разъездов Коптяковский и № 160, а также деревня Лопаева, переданной из состава Лопаевского сельсовета, и деревень Красный Яр, Мысовая, Ивановка, Рыбная и Питателева, переданных из состава Верхнелобвинского сельсовета. Этим же указом был образован Красноярский сельсовет Серовского района за счёт разукрупнения Коптяковского сельсовета. В Красноярский сельсовет вошли следующие населённые пункты: посёлок Красноярка, посёлки железнодорожных станций Вагранская и Поперечная, посёлок Мусульманский, Новоколинский, Зырянский, Южновагранский.

### После 1991
В 1991 году произошло реформирование исполнительной власти — был принят закона РСФСР «О местном самоуправлении в РСФСР», согласно которому распоряжением Главы Администрации Новолялинского района от 27 декабря 1991 года № 8 были упразднены исполнительные комитеты сельских Советов. Правопреемниками упразднённых исполнительных комитетов стали являться главы образованных сельских администраций. Постановлением Главы Администрации Новолялинского района от 3 января 1992 года № 19 Главой Администрации Коптяковского сельского Совета назначена Татьяна Владимировна Коптякова. До октября 1993 года на территории административной единицы действовали местная сельская администрация и Новолялинский Совет народных депутатов, прекративший свои полномочия в соответствии с указом президента Российской Федерации от 26 октября 1993 года № 1760 «О реформе местного самоуправления в Российской Федерации».
В декабре 1995 года с принятием федерального закона «Об общих принципах организации местного самоуправления» введено понятие «муниципальное образование». 17 декабря 1995 года прошёл референдум по структуре самоуправления и определению границ муниципального образования, в результате которого было образовано единое муниципальное образование «Новолялинский район», определена его структура, границы, в которые вошли: районный центр — город Новая Ляля; 2 посёлка: Лобва, Павда; 6 сельских Советов: Верх-Лобвинский, Коптяковский, Савиновский, Салтановский, Старолялинский, Чёрный Яр. Всего: 21 населённый пункт. Был принят Устав Муниципального образования Новолялинский район.
Администрация Коптяковского сельского Совета вошла в состав Муниципального образования «Новолянинский район». На территории Коптяковского сельского Совета находились: школа, фельдшерско-акушерский пункт, библиотека, детский сад.
К 1 октября 2017 году в состав сельсовета входили населённые пункты село Коптяки с населением 193 человек, посёлок Красный Яр с населением 124 человека и село Лопаево с населением 200 человек. В дальнейшем территория сельсовета значится как Управление Коптяковской территории Новолялинского городского округа Свердловской области.